# Vratiželjka
Vratiželjka (vratiželja, anakamptis, lat. Anacamptis), rod jednosupnica u porodici kaćunovki, red šparogolike. Glavna vrsta ovog roda je A. pyramidalis (crvena vratiželja; sin. Orchis pyramidalis). Karakterizira je bogati cvat s vrlo lijepim bojama / crvena, roza, ljubičasta /. Cvat je put malih cvjetova koji formiraju piramidalni oblik. U početku cvat je oblika piramide. Poslije poprima oblik valjaka a na kraju može biti jajolik ili elipsoidan.
Priznato je tridesetak vrste

## Vrste
1. Anacamptis berica Doro
2. Anacamptis boryi (Rchb.f.) R.M.Bateman, Pridgeon & M.W.Chase
3. Anacamptis collina (Banks & Sol. ex Russell) R.M.Bateman, Pridgeon & M.W.Chase
4. Anacamptis coriophora (L.) R.M.Bateman, Pridgeon & M.W.Chase
5. Anacamptis cyrenaica (E.A.Durand & Barratte) H.Kretzschmar, Eccarius & H.Dietr.
6. Anacamptis fragrans (Pollini) R.M.Bateman
7. Anacamptis israelitica (H.Baumann & Dafni) R.M.Bateman, Pridgeon & M.W.Chase
8. Anacamptis laxiflora (Lam.) R.M.Bateman, Pridgeon & M.W.Chase
9. Anacamptis morio (L.) R.M.Bateman, Pridgeon & M.W.Chase
  1. Anacamptis morio subsp. caucasica (K.Koch) H.Kretzschmar, Eccarius & H.Dietr.
  2. Anacamptis morio subsp. champagneuxii (Barnéoud) H.Kretzschmar, Eccarius & H.Dietr.
  3. Anacamptis morio subsp. longicornu (Poir.) H.Kretzschmar, Eccarius & H.Dietr.
  4. Anacamptis morio subsp. picta (Loisel.) Jacquet & Scappat.
  5. Anacamptis morio subsp. syriaca (E.G.Camus) H.Kretzschmar, Eccarius & H.Dietr.
10. Anacamptis palustris (Jacq.) R.M.Bateman, Pridgeon & M.W.Chase
  1. Anacamptis palustris subsp. elegans (Heuff.) R.M.Bateman, Pridgeon & M.W.Chase
  2. Anacamptis palustris subsp. robusta (T.Stephenson) R.M.Bateman, Pridgeon & M.W.Chase
11. Anacamptis papilionacea (L.) R.M.Bateman, Pridgeon & M.W.Chase
12. Anacamptis pyramidalis (L.) Rich.
13. Anacamptis sancta (L.) R.M.Bateman, Pridgeon & M.W.Chase
14. Anacamptis ×alata (Fleury) H.Kretzschmar, Eccarius & H.Dietr.
15. Anacamptis ×alatoides (Gadeceau) H.Kretzschmar, Eccarius & H.Dietr.
16. Anacamptis ×caccabaria (Verg.) H.Kretzschmar, Eccarius & H.Dietr.
17. Anacamptis ×dafnii (Wolfg.Schmidt & R.Luz) H.Kretzschmar, Eccarius & H.Dietr.
18. Anacamptis ×duquesnei (Rchb.f.) J.M.H.Shaw
19. Anacamptis ×eccarii H.Kretzschmar & G.Kretzschmar
20. Anacamptis ×feinbruniae (H.Baumann & Dafni) H.Kretzschmar, Eccarius & H.Dietr.
21. Anacamptis ×genevensis (Chenevard) H.Kretzschmar, Eccarius & H.Dietr.
22. Anacamptis ×gennarii (Rchb.f.) H.Kretzschmar, Eccarius & H.Dietr.
23. Anacamptis ×gerakarionis (Faller & K.Kreutz) H.Kretzschmar, Eccarius & H.Dietr.
24. Anacamptis ×laniccae (Braun-Blanq.) H.Kretzschmar, Eccarius & H.Dietr.
25. Anacamptis ×larzacensis (H.Kurze & O.Kurze) H.Kretzschmar, Eccarius & H.Dietr.
26. Anacamptis ×lasithica (Renz) H.Kretzschmar, Eccarius & H.Dietr.
27. Anacamptis ×lesbiensis (Biel) H.Kretzschmar, Eccarius & H.Dietr.
28. Anacamptis ×lloydiana (Rouy) H.Kretzschmar, Eccarius & H.Dietr.
29. Anacamptis ×menosii (C.Bernard & G.Fabre) H.Kretzschmar, Eccarius & H.Dietr.
30. Anacamptis ×nicodemi (Cirillo ex Ten.) B.Bock
31. Anacamptis ×olida (Bréb.) H.Kretzschmar, Eccarius & H.Dietr.
32. Anacamptis ×parvifolia (Chaub.) H.Kretzschmar, Eccarius & H.Dietr.
33. Anacamptis ×sciathia (Biel) H.Kretzschmar, Eccarius & H.Dietr.
34. Anacamptis ×semisaccata (E.G.Camus) H.Kretzschmar, Eccarius & H.Dietr.
35. Anacamptis ×simorrensis (E.G.Camus) H.Kretzschmar, Eccarius & H.Dietr.
36. Anacamptis ×timbali (Velen.) H.Kretzschmar, Eccarius & H.Dietr.
37. Anacamptis ×van-lookenii (C.Bernard & G.Fabre) H.Kretzschmar, Eccarius & H.Dietr.